# Concert du nouvel an 1987 à Vienne
Le concert du nouvel an 1987 de l'orchestre philharmonique de Vienne, qui a lieu le 1er janvier 1987, est le 47e concert du nouvel an donné au Musikverein, à Vienne, en Autriche. Il est dirigé pour la première et unique fois par le chef d'orchestre autrichien Herbert von Karajan. C'est aussi à partir de ce concert que le chef d'orchestre change désormais chaque année, après seulement quatre chefs depuis 1940 (Clemens Krauss, Josef Krips, Willi Boskowsky et Lorin Maazel).
Johann Strauss II y est toujours le compositeur principal, mais son frère Josef est représenté  avec trois pièces, et leur père Johann présente une seconde œuvre en plus de sa célèbre Marche de Radetzky qui clôt le concert.

Pour la seconde année consécutive, aucune nouvelle pièce n'est jouée au concert du nouvel an.

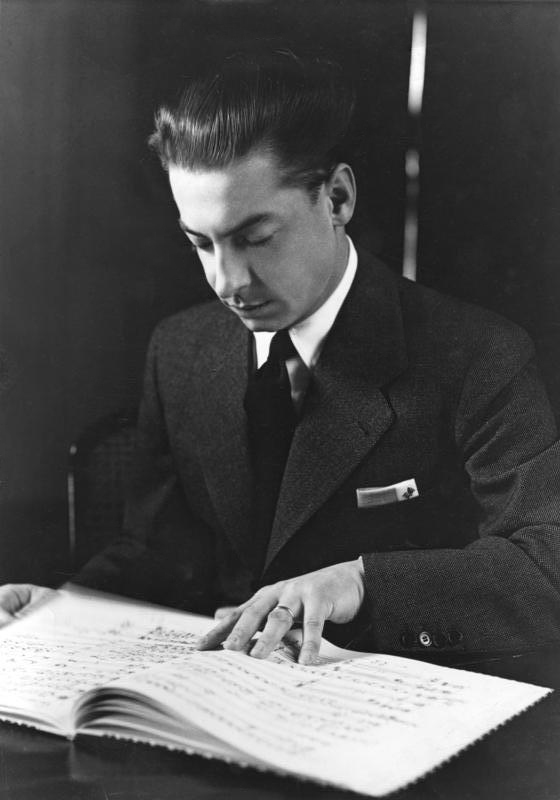
Herbert Von Karajan (en 1938)

## Programme

### Première partie
1. Johann Strauss II : ouverture de l'opérette Der Zigeunerbaron
2. Josef Strauss : Sphärenklänge, valse, op. 235
3. Johann Strauss II : Annen-Polka, polka, op. 117
4. Josef Strauss : Delirien-Walzer, valse, op. 212

### Deuxième partie
1. Johann Strauss II : ouverture de l'opérette La Chauve-Souris
2. Johann Strauss : Beliebte Annen-Polka, polka, op. 137
3. Johann Strauss II : Vergnügungszug, polka rapide, op. 281
4. Johann Strauss II : Kaiserwalzer, valse, op. 437
5. Johann Strauss II et Josef Strauss : Pizzicato-Polka, polka
6. Johann Strauss II : Perpetuum mobile. Ein musikalischer Scherz, scherzo, op. 257
7. Johann Strauss II : Unter Donner und Blitz, polka rapide, op. 324
8. Johann Strauss II : Voix du printemps, valse, op. 410, version chantée par la soprano Kathleen Battle

### Rappels
1. Josef Strauss : Ohne Sorgen, polka rapide, op. 271
2. Johann Strauss II : Le Beau Danube bleu, valse, op. 314
3. Johann Strauss : Marche de Radetzky, marche, op. 228